# Ernesto Soto
Ernesto Mario Soto (Villa Dolores, Córdoba, 20 de octubre de 1954-Córdoba, 17 de febrero de 1997) fue un piloto argentino de automovilismo.

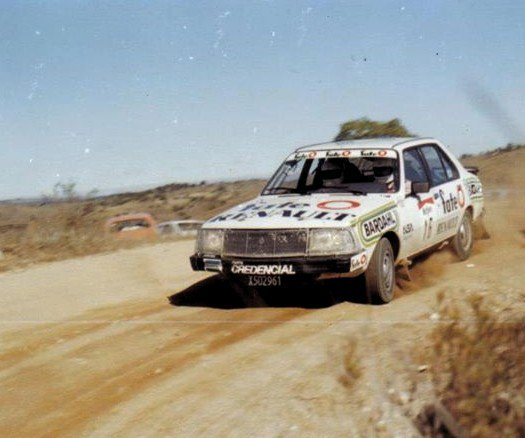
Soto en el Rally Argentina 1985.

Soto se inició en el automovilismo llevado de la mano de su amigo y gran rival en las rutas, Jorge Raúl Recalde. Fue en 1978 cuando comenzó su participación con un Fiat 128 de su propiedad, en el Gran Premio de Turismo Nacional, disputado en el Chaco. En 1980 se incorporó en el equipo oficial Renault con Renault 12, y tuvo una destacada actuación en el Rally Codasur. Luego participó como piloto oficial de la marca con Renault 18, obteniendo varios títulos argentinos de Rally en la década de 1980, a saber: Campeón Argentino de Rally clase "B" 1980 (con Renault 12) y de clase "3" en 1984 y 1987 (en ambos casos con Renault 18).
Con el apoyo del equipo de Carlos Menem Jr., Soto compitió en Europa. En 1989 consiguió un lugar en el equipo italiano Astra. También compartió el equipo con Juan María Traverso en el TC 2000, piloteando un Renault Fuego, en sus escasas participaciones en autódromos.
Falleció a los 42 años a causa de una crisis hipertensiva que le provocó un ACV (accidente cerebrovascular) con complicaciones neurológicas irreversibles.